# La Bibliothèque de Villers
La Bibliothèque de Villers est un roman policier de Benoît Peeters publié en 1980. C'est un roman policier à clefs, hommage à Jorge Luis Borges au moins autant qu'à Agatha Christie.

## Résumé
Le narrateur, documentaliste de profession, se rend dans la ville de Villers afin de mener une enquête sur une série de cinq crimes non résolus et qui se sont produits 25 ans plus tôt, en 1905. Il passe le plus clair de son temps à la Bibliothèque où il se lie avec le conservateur Albert Lessing, et plus encore avec Edith, qui travaille également à la bibliothèque.
Une nouvelle série de crimes se produit alors à Villers, selon un schéma bien précis : chaque victime se voit incruster post mortem une étoile dans le dos, étoile semblant indiquer la localisation du corps dans Villers. Et les crimes ont lieu tous les 25 jours.
Puis le narrateur se retrouve mêlé malgré lui à l'enquête. Il fait part de ses soupçons à la police mais cela ne suffit pas à stopper la série macabre. Pire, le principal suspect est la dernière victime de la nouvelle série de cinq meurtres.

## Analyse
La spécificité et ce qui fait la renommée de ce court roman est qu'il ne donne pas la solution, demandant au lecteur l'effort de relire le texte pour y dénicher les indices laissés par l'auteur.
Jan Baetens, fin connaisseur du travail de Peeters, précise: « D'autre part, l'inachèvement programmé du texte est tel que la simple relecture individuelle, non écrite, ne sera jamais suffisante pour rendre justice à l'appel du livre. » puis il rapport qu' « il existe d'ailleurs de nombreuses anecdotes sur des lecteurs à bout de nerfs assaillant l'auteur de coups de fil dans l'espoir de lui arracher la clé supposée de l'énigme. »
Dans le Tombeau d'Agatha Christie, Benoît Peeters explique ainsi sa démarche : « Il n'est pas impossible d'imaginer, en prolongeant cette idée, un roman dont la fiction serait suffisamment passionnante pour que le lecteur ressente, avec une très grande intensité, le désir de connaître son dernier mot. C'est ce dernier mot qui, précisément, lui serait refusé, le texte ne renvoyant, en sa fin qu'à lui-même et à sa relecture. le livre serait ainsi offert une seconde fois au lecteur qui pourrait alors, le relisant, y découvrir ce que, dans sa fièvre première, il n'avait pas su lire. ».
Plusieurs lecteurs se sont ainsi mis à partager, d'articles en blogs, les indices qu'ils pensent avoir récolté, tout en affirmant vouloir respecter la volonté de l'auteur de ne pas déflorer la solution. Des parallèles sont faits avec l'OuLiPo avec le travail sur les acrostiches et les anagrammes (LIVRE, RIVELLE, ELVIRE...). Ou certains mettent en lumière le jeu avec les deux couleurs, noir et blanc : dans les multiples références au jeu d'échecs, dans la nourriture ("jambon blanc et café", "raie au beurre noir et plat de riz", "œufs en neige et délicieux chocolats"), les personnages (Edith est africaine et le commissaire s'appelle Weiss), les lieux dans la ville ("hôtel du cheval blanc", cités minières, "bâtiment d'une blancheur éclatante", etc. Ou encore l'omniprésence du chiffre 5.
Dans tous les cas, les commentateurs notent la frustration et le plaisir d'avoir en quelque sorte réappris à lire. Ce que Peeters annonce dans le Tombeau d'Agatha Christie : « Enquêter dans les romans d’Agatha Christie, ce n’est pas se mouvoir dans les méandres d’un concret fantasmé, c’est repérer, dans le corps du texte, les signes qui y ont été déposés. Bref, osons dire, enquêter c’est apprendre à lire. »
On trouve aussi des références à d'autres auteurs : d'abord aux Dix petits nègres d'Agatha Christie, notamment par des allusions répétées au noir et au blanc. Ensuite à Monsieur Cauchemar de Pierre Siniac par l'utilisation des initiales L I V R E. Les crimes de La Bibliothèque de Villers ont également une distribution géométrique parodiant la nouvelle La Mort et la boussole de Jorge Luis Borges (1942), où Borges est l'enquêteur éventuel d'un crime incertain dont les indices variables pourraient l'accuser, selon leur cinquième et dernière interprétation, le losange. 
Et les principes qui régissent ce roman annoncent annonce plusieurs caractéristiques de la série de bandes dessinées Les Cités obscures, réalisée avec François Schuiten.

## Éditions
- La Bibliothèque de Villers suivi de la postface Tombeau d'Agatha Christie, Robert Laffont, 1980.
- La Bibliothèque de Villers, édition remaniée sans la postface, Les Impressions Nouvelles, 1990.
- La Bibliothèque de Villers suivi de Tombeau d'Agatha Christie et complété par une lecture de Jan Baetens, éditions  Labor, coll. « Espace Nord » no 192, 2004 [réédition 2012].

Les couvertures sont dessinées par François Schuiten : "À livre ouvert" (éditions Casterman).